# San Andrés (El Salvador)
San Andrés è un sito archeologico pre-ispanico situato in El Salvador costruito dalla civiltà Maya. La zona venne occupata intorno al 900 a.C. da agricoltori, intorno alla odierna valle di Zapotitán del dipartimento La Libertad. Questa colonia venne depopolata intorno all'anno 250 a causa delle eruzioni del Lago Ilopango, venendo riabitata nel V secolo assieme ad altri siti della valle. Tra il 600 e il 900 San Andrés fu la capitale della signorìa maya, di una dinastia governante a capo delle altre città della regione.
Gli scavi effettuati hanno rivelato che la città aveva rapporti con Teotihuacan, e che riceveva merce da luoghi distanti come le zone dell'odierno Petén in Guatemala e del Belize. La caduta politica di San Andrés iniziò intorno all'XI secolo. Alcuni indizi ritrovati fanno risalire l'ultima occupazione della città tra il 900 e il 1200. Tra i segni vi sono dei frammenti di ceramica che illustrano sacrifici nello stile mixteco-puebla, che appartiene a una nuova fase culturale, detta Guazapa, associata alla città pre-ispanica di Cihuatán.
Dopo la conquista delle terre mesoamericane da parte degli spagnoli, le rovine di San Andrés rimasero all'interno di una proprietà coloniale adibita all'allevamento di bovini e alla produzione di índigo. A causa dell'eruzione del vulcano Playón, nel 1658 la città venne ricoperta dalla cenere e lasciò intatto l'indigo. Nel 1996, il governo di El Salvador inaugurò il parco archeologico San Andrés, dove i turisti possono ammirare il sito e il museo dedicato.